# Digitální imaginace
Digitální imaginace je termín označující proces vytváření, zpracování a manipulace vizuálních prvků za použití digitálních technologií, jako jsou počítačová grafika, virtuální a rozšířená realita nebo umělá inteligence. Tato forma imaginace propojuje uměleckou tvorbu s moderními digitálními nástroji a zajišťuje tak inovativní přístup k vyjádření myšlenek a transformaci lidské představivosti. Její oblast působnosti sahá od filmové a video produkce až po lékařství a vědecký výzkum.

## Imaginace a její propojení s technologiemi
Imaginace je mentální proces, při němž dochází k utváření představ a vnitřních obrazů v lidské mysli. Může fungovat samovolně nebo být podporována různými technikami a nástroji se záměrem vyvolání přesnější představy. Při spojení imaginativního procesu s technologiemi dochází k objevení nových dimenzí tvůrčího světa. Digitální technologie přicházejí s jedinečnými pohledy na tvorbu a umění. Využívají algoritmy umělé inteligence, které jsou schopné simulovat vlastnosti a funkce lidské představivosti, avšak bez spolupráce s kognitivním vnímáním člověka jí samy nedosáhnou. Slouží spíše jako nástroje usilující o vybavení člověka širší škálou možností a variant pro estetické uvažování.

### Digitální imaginace v oblasti moderního umění
Digitální imaginace v oblasti moderního umění otevírá nové dimenze tvořivosti, zasahující do tradičního propojení umění s lidskou představivostí. Ovlivňuje různé umělecké disciplíny, od výtvarného umění, herního průmyslu, až po film, média nebo design. Nový a diametrálně odlišný rozměr modernímu umění, záměrům a možnostem umělců poskytuje technologický vývoj. Díky rozvoji umělecké techniky si procházejí změnami i samotná díla umělců. Tyto novodobé moderní technologie umožňují digitální imaginaci umělcům věrohodně ztvárnit a prezentovat. K uměleckému vyjádření digitální imaginace lze v dnešní době využít mnoho technologií, které dokáží představy umělců formovat a přivést k životu, ať už jsou to 3D projekce, videomapping nebo využití umělé inteligence.

### Digitální imaginace a využití 3D projekcí
V uměleckém prostředí se díla často prezentují na výstavách současného umění a multimediální tvorby, jako je např. Přehlídka animovaného filmu. Moderní umění a umění reflektující digitální imaginaci lze ztvárnit právě pomocí 3D projekcí. Tato metoda umožňuje prezentovat umění na holých stěnách, pomocí digitalizace a následné projekce, namísto obvyklých obrazů visících na zdech. Digitální imaginace tak ožije přímo před námi a díky interaktivním výstavám je možné některá umělecká díla nejen pozorovat, ale i dotvářet a přetvářet podle našich představ.

### Digitální imaginace a umělá inteligence
Umělá inteligence hraje v současnosti zásadní roli ve spoustě oblastí a disciplín, včetně umění spojeného s digitální imaginací. Tento typ umění propojuje kreativní představivost a pokročilé technologie. Umění tvořené umělou inteligencí a její celkové využití je jedním ze způsobů, jak umělecky reflektovat digitální imaginaci. Digitální umělecká díla jsou od tradičních děl odlišná v tom, že uspořádání neprovádí člověk, nýbrž umělá inteligence. Ta první aranžuje materiály, člověk však dává dílu patřičný význam. Pro vytváření uměleckých děl za pomoci umělé inteligence jsou využívány složité algoritmy. Nicméně tyto algoritmy nejsou schopny vytvořit umělecké dílo, pokud jim člověk předem neposkytne příklad, na kterém se mohou učit. Konečné zhodnocení a posouzení výtvoru uměleckého díla vytvořeného umělou inteligencí také provádí člověk. Tento proces tudíž zahrnuje jak lidskou, tak technologickou stranu a obě jsou pro výsledek díla důležité. Člověk díky technologii a digitalizaci přetaví svoji představu v umělecké dílo, které vygeneruje právě pomocí umělé inteligence.

## Příklady

### Portrét Edmonda De Belamy

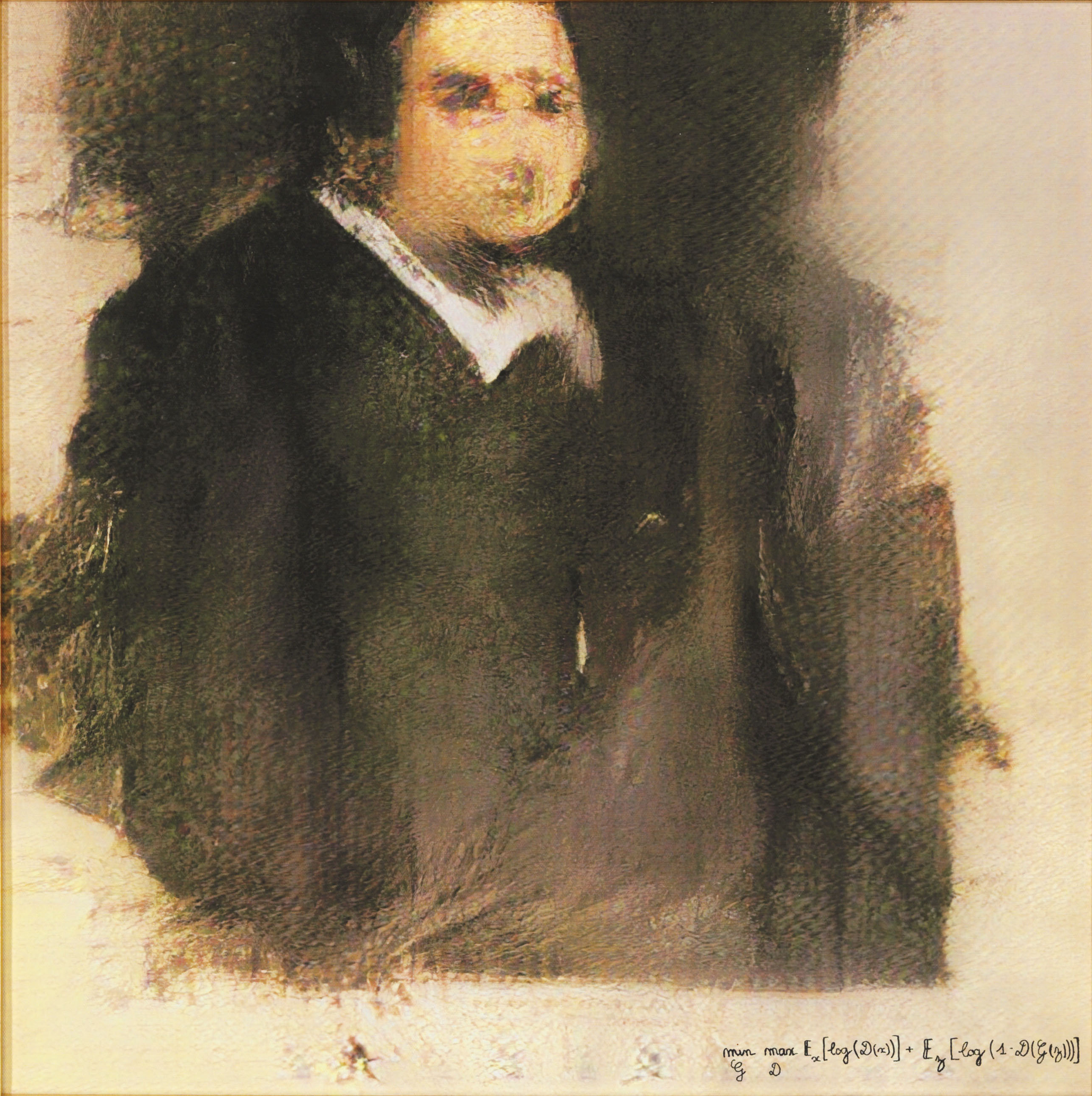
obraz vygenerovaný umělou inteligencí

V roce 2018 vytvořila toto umělecké dílo pomocí umělé inteligence (AI) trojice francouzských studentů pod pseudonymem Obvious. Skupina Obvious tehdy vyvinula speciální software generative adversarial network (GAN), který pomocí AI a technologie strojového učení dokáže rozpoznat celou řadu historických portrétů. Na základě této znalosti a daných příkladů obrazů dokáže AI namalovat vlastní verzi historického obrazu. Portrét Edmonda De Belamy se stal technologickou senzací trhu s uměním, jelikož skupina Obvious obraz zarámovala jako klasické historické obrazy a v říjnu 2018 byl obraz v newyorské aukční síni jako první vygenerovaný obraz vydražen za 432 tisíc dolarů. Místo tradičního podpisu autora obrazu byl pod tímto obrazem uveden algoritmus, kterým byl obraz vygenerován. Úspěch portrétu Edmonda De Belamy představoval zásadní průlom ve světě umění tvořeného umělou inteligencí a umění digitálního.

### Digitální imaginace ve filmu a animaci
Ve filmové tvorbě došlo s nástupem 21. století k výrazným změnám v oblasti produkce. Tvorba vizuálního a audiovizuálního obsahu je spjata s používáním digitálních technologií. Díky počítačové grafice je možno dosáhnout efektů, které v minulosti nebylo možné vytvořit za pomoci pouhých mechanických zařízení a kamer.
Tvůrci filmů si kladou za cíl přesvědčit diváky, že scéna, kterou právě viděli, se musela odehrát v reálném světě před kamerou. Diváci si mají připadat jako ve filmu. Pokud u nich tento pocit nenastává, filmaři neodvedli dostatečně precizní práci při použití technologií. Při vytváření filmů se využívá několik klíčových digitálních technologií:

#### Počítačově generované obrazy (CGI)
CGI tvoří podstatnou část toho, co vnímáme jako 3D grafiku ve videohrách, filmech a televiziní tvorbě. Nejčastěji je používána k vytváření postav, protředí, pozadí nebo speciálních efektů.
Historie CGI neboli počítačově generovaných obrazů sahá až do 50. let 20. století. Prvním příkladem použití CGI ve filmu byl film Alfreda Hitchcocka Vertigo z roku 1958, který využíval 2D animovaných obrazů.
Vývoj CGI technik procházel během let vývojem a jeho potenciál pro oživení vizí režisérů byl plně objeven až koncem 70. let 20. století. V té době se počítačově generované obrazy začaly objevovat ve sci-fi filmech jako Černá díra nebo Vetřelec.
Velký rozmach CGI se objevuje v 90. letech 20. století. Toto desetiletí přineslo přelomové filmy jako Terminátor II., Příběh hraček nebo Matrix.
Vývoj počítačově generovaných obrazů stále rostl a po roce 2000 došlo k vytvoření první CGI postavy, která komunikovala se skutečnými herci. Touto postavou se stal Glum ve filmu Pán prstenů, kterého hrál lidský herec, ale v postprodukci byl upraven do podoby nelidského tvora.
Dnes hraje CGI podstatnou roli ve většině filmové tvorby. Příkladem může být celovečerní film Avengers, ve kterém se objevuje více než 2200 záběrů, které využívají CGI. Podobně je tomu u filmu Strážci Galaxie, kde 90 procent záběrů použilo v jisté míře počítačově generované obrazy.

#### Motion capture (MoCap)
Více v samostatném článku Motion capture

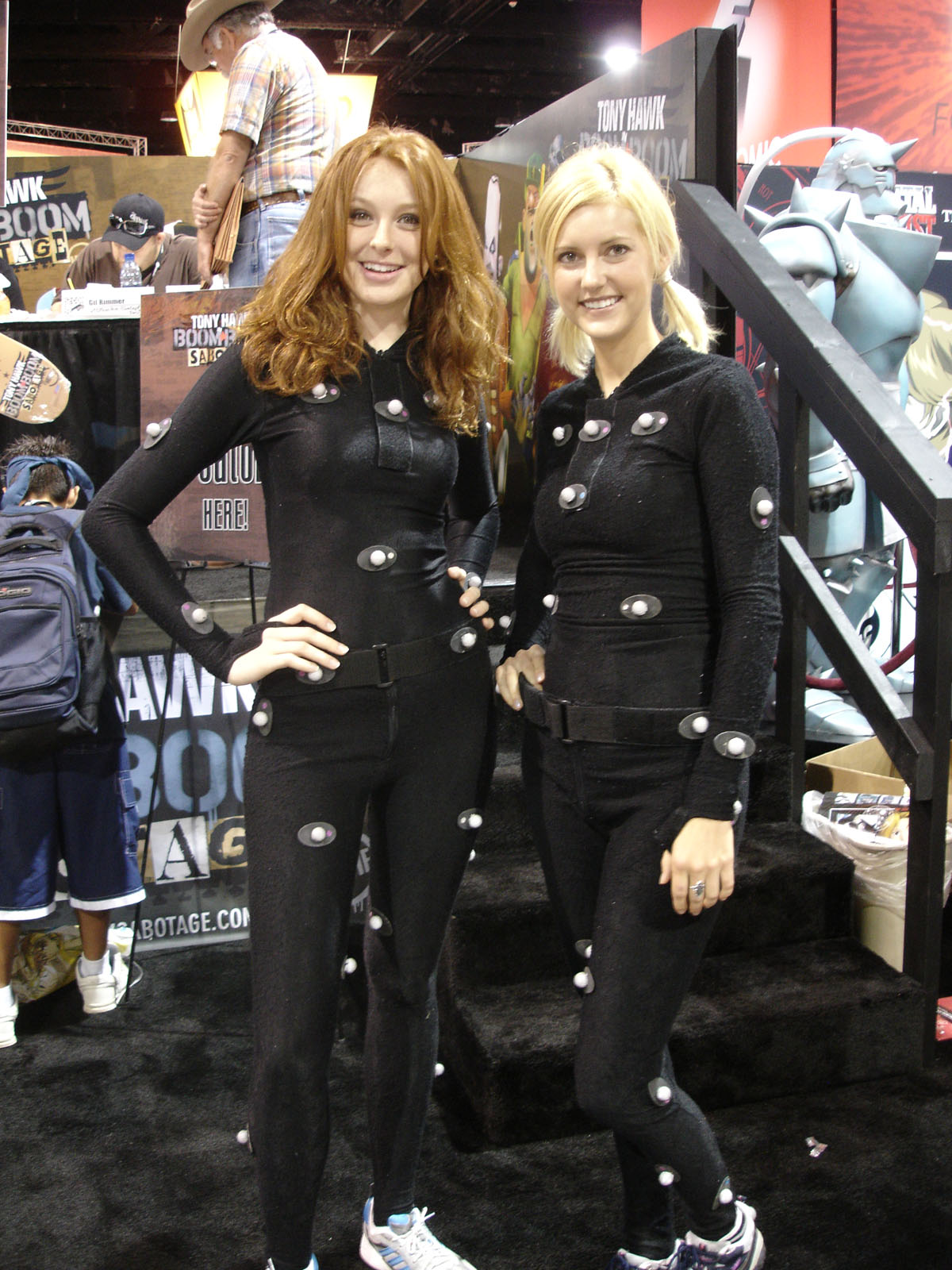
obleky s vysoce kontrastními body, tzv. markery

Motion capture je jednou z technik CGI, která umožňuje snímání pohybu. Jejím cílem je nahradit část lidského těla nebo jeho přetvoření na jinou, vzhledově odlišnou 3D postavu. K tomuto procesu se používají obleky s vysoce kontrastními body, tzv. markery, které jsou umísťovány na klouby. Díky infračervenému světlu, které vyzařují kamery, se paprsky zpětně odráží od výrazně kontrastních markerů. Tyto kamery jsou vždy zapotřebí alespoň dvě, aby mohly určit polohu markerů a polohu celé postavy ve 3D rozhraní.

#### Virtuální realita (VR)
Virtuální realitou se rozumí imerzivní technologické paradigma, které simuluje multisenzorické prostředí prostřednictvím počítačem generovaných podnětů a navozuje vjemy, které se blíží fyzické realitě. Vizuální, sluchové a haptické podněty usilují o divákův pocit přítomnosti a interaktivity v digitálně vytvořeném prostoru.
VR přichází s novými možnostmi sledování filmů. Oproti běžné 2D metodě má sledování VR filmů silnější dopad na diváka a větší potenciál emočně ho zaujmout a vtáhnout do děje. Známými filmy této kategorie jsou například The Line (režie Ricardo Laganaro, 2020), The Key (režie Celine Tricart, 2019) a Wolves in the Walls (režie Pete Bellington, 2018).

## Digitální imaginace a deepfake
Digitální imaginace je velmi kreativní činnost a umělecká díla, která ji reflektují, jsou zajímavá a v umění revoluční. Digitalizace umožňuje realizaci mnohých představ a technologie deepfake jsou toho příkladem. Zjednodušeně řečeno deepfakes umožňují realisticky upravit videa tak, aby působila věrohodně a vznikl tak přesvědčivý záznam. S technologií deepfake jsou spojena různá rizika a etické otázky, neboť její použití nekončí pouze u nevinného přetvoření herců ve filmech na jiné herce nebo jejich mladší verze. Kromě toho dokáže tato technologie zkreslit vzpomínky a vytvářet vzpomínky falešné, což vyvolává obavy ze ztráty důvěry v pravdivost médií. Tento fenomén v budoucnu zásadně ovlivní práci s informacemi, jelikož deepfake ztíží jejich ověřování. Tato technologie je jedním z příkladu, že digitální imaginace není vždy pozitivní, naopak přináší digitálně vytvořená představa vážné důsledky pro společnost a zdůrazňuje potřebu řešit etické aspekty spojené s jejím používáním.